# Famines au Tibet
Pour les articles homonymes, voir Famine au Tibet.
Le Tibet a connu, dans son histoire millénaire, des famines dont l'ampleur exacte (aire concernée et mortalité) reste à déterminer, y compris la famine de 1960-1962, ou encore la famine sous la révolution culturelle à la fin des années 1960.
La représentation de l'ancien Tibet (le « Tibet politique », avant son incorporation à la république populaire de Chine, joint au « Tibet ethnographique » des anciennes provinces du Kham et de l'Amdo) émanant du gouvernement tibétain en exil est celle d'un pays qui n'avait pas connu la famine avant l'invasion chinoise, même s'il y avait pu avoir des années de mauvaises récoltes où il était possible d'emprunter dans les réserves de l'État, des monastères, des aristocrates, et des fermiers riches.
En 1996, des dizaines de milliers de nomades menacés de famine à la suite de graves tempêtes de neige dans la préfecture autonome tibétaine de Yushu (Qinghai), furent secourus grâce à l'intervention de l'armée et d'équipes médicales chinoises et l'aide de Médecins sans Frontières.
Une étude médicale effectuée d'août 1994 à décembre 1995 a constaté que la malnutrition affectait plus de la moitié des enfants de nomades, d'agriculteurs et des zones urbaines et périurbaines vivant à de hautes altitudes dans la région autonome du Tibet.

## Définition
La famine est une situation de crise dans laquelle la totalité ou une partie de la population d'une zone géographique donnée, est menacée de mort ou est en train de mourir en raison de la disparition de son approvisionnement en nourriture.

## Épisodes de famine dans l'histoire du Tibet
La notion de famine (mu-ge) est présente dans les légendes et la culture populaire tibétaines. De même, l'histoire du Tibet (depuis le milieu du IXe siècle) recèle des épisodes de famine, mentionnés par diverses sources : un évangélisateur (ayant lui-même survécu à la famine), une spécialiste de la religion tibétaine, un tibétologue et une biographe du 14e dalaï-lama.
Le tibétologue américain Melvyn C. Goldstein, dans son livre The Snow Lion and the Dragon, publié en 1997, fait allusion, ne serait-ce que vaguement, à des famines : For well over a thousand years of recorded history, through wars and conquest, famines and natural disasters, Tibet remained the exclusive home of a people. Ces famines sont liées à la guerre, à la sécheresse, aux inondations et à la grêle d'après les épisodes relatés.

### Après l'effondrement du Royaume de Tubo
Le plateau tibétain connut une succession de famines à la suite de la destruction de l'agriculture par les guerres consécutives à la chute du Royaume de Tubo (VIIe siècle - milieu du IXe siècle). Ces divisions politiques durèrent 400 ans.

### À l'époque de Jigten Sumgon (XIIesiècle)
La biographie de Jigten Sumgon (1143-1217), le fondateur de la lignée Drikung Kagyu (une des 5 grandes traditions contemporaines du bouddhisme tibétain), rapporte que ce dernier, par des dons de nourriture, sauva la vie de nombreuses personnes qui mouraient de faim à la suite d'une sécheresse dans le Kham.

### Au Tibet central (XVesiècle)
Selon son hagiographie, à l'occasion d'une sécheresse et d'une famine au Tibet, Thang-stong rGyalpo, le célèbre adepte bouddhiste, médecin et architecte, écrivit « une prière pour éliminer la famine » dans le temple de Jokhang à Lhassa. La famine devait cesser peu de temps après.

### La «grande famine de l'empire moghol, du Tibet et du Cachemire» de 1635
En 1635, une « grande famine » affecta l'empire moghol, le Tibet et le Cachemire. Elle est mentionnée par le père jésuite Ippolito Desideri dans son livre sur les missions chrétiennes au Tibet aux XVIIe et XVIIIe siècles :
« En 1635, le père Nuño Coresma quitta Goa avec ses compagnons, dont le père Caldeira, Pedro de Freytas et le frère Faustino Barreiros, pour essayer de relancer la Mission (à Tsaparang, dans le Tibet occidental). Mais en raison de la grande famine dans l'empire moghol, le Tibet et le Cachemire, suivie de la grippe, cinq des Pères moururent avant d'atteindre le Tibet ».
Cependant, le « Tibet » que seuls le père Nuño Coresma et le père Correa atteignent donc en juin ou juillet 1635, est en fait le Royaume de Guge et sa capitale Tsaparang (proche de la région du Garhwal, également évoqué), d'où ils reviennent pour atteindre Âgrâ le 11 décembre 1635. La famine évoquée frappe donc en fait la région située à l'extrême nord de l'Inde ou à l'extrême sud-ouest du Tibet actuel,, sans qu'on puisse en déduire que le reste du Tibet ait été aucunement concerné.

### Une cause de pénurie et de famine dans le Tibet oriental au milieu duXIXesiècle
Dans un article intitulé Notes on Eastern Tibet et publié en 1855 dans Journal of the Asiatic Society of Bengal (Calcutta), Arthur Campbell, médecin britannique en poste à Darjeeling, fait allusion à une cause de pénurie et de famine dans le Tibet oriental : les gelées précoces se produisant avant les  moissons et gâtant le grain alors que l'herbe, au même moment, est grillée. Il précise que les marchands de grain font alors fortune, en ouvrant leurs greniers à grain. Ces gelées précoces sont annoncées par des nuits claires répétées, lesquelles sont très redoutées des habitants à l'époque des moissons.

### Au cours de la1remoitiéduXXesiècle
Dans sa biographie du 14e dalaï-lama, Patricia Cronin Marcello rapporte que dans le village natal de ce dernier, Taktser (dans le secteur de Xining contrôlé après 1928 par le seigneur de la guerre hui pro-Kuomintang Ma Bufang), dans le Qinghai (l'ancienne province de l'Amdo), les récoltes avaient été détruites par la grêle, juste avant la naissance (en 1935) de Lhamo Dhondup (le futur Tenzin Gyatso et 14e dalaï-lama), ce qui avait entraîné une famine durant 3 ans et le départ de nombreuses familles vers d'autres parties du Tibet. La famille Dhondup survécut à cette crise grâce aux dons en lentilles, riz et petits pois du monastère de Kumbum.
Selon Lobsang Tenzin Jigme Yeshi Gyantso, le 11e Kirti Rinpoché, en 1935 au cours de la longue marche, lorsque l'Armée rouge a défilé dans Ngaba, l'armée chinoise a détruit le monastère de Lhateng, qui abritait plus de deux mille moines. Ils ont alors marché sur Muge Gonchen où de nombreux moines et civils ont été tués ou blessés. L'armée a convoqué une réunion dans le monastère de Muge et plus tard a confisqué des objets de valeur et des stocks de grains à Gyarong Choktse, Kyomkyo, Japhuk et au monastère de Datsang, entrainant la première famine au Tibet. C'était la première fois que les Tibétains dans cette région ont survécu en mangeant des feuilles des arbres.

### Après 1951

#### Destruction des récoltes par les inondations d'août 1954 à Shigatsé
Gaisang, dirigeant de la société Yamei Ethnic Handicraft et fils d'ancien serfs du comté de Bailang dans l'actuelle préfecture de Shigatsé, évoque la destruction des récoltes par des inondations de la rivière Nianchu en 1954 : « des milliers de kilos de grain pourrissaient dans les silos des aristocrates tandis que les serfs mouraient de faim ». Ces inondations du mois d'août devaient provoquer l'effondrement du palais du panchen lama sur les bords de la Nianchu à Shigatsé, ensevelissant près de 600 personnes, toute la ville se retrouvant sous les eaux. Dans la région, plus de 170 villages se retrouvèrent sous les eaux. Le Comité de travail du Tibet, le gouvernement tibétain et le Conseil administratif du panchen lama mirent sur pied une agence pour distribuer des secours tandis que le Conseil d'État à Pékin allouait 180 000 dayans aux victimes des inondations et aux personnels chinois en poste dans la zone. D'autres agences fournirent des grains, du riz et des vêtements ; des militaires donnèrent plus de 100 000 yuans. Le 13 octobre 1954, le Comité central accorda un supplément de 3 millions de dayans pour construire des routes entre Gyantsé et Yadong et entre Gyantsé et Shigatsé : plus de 4000 Tibétains trouvèrent là un revenu en s'employant sur les chantiers de construction.

#### Situation de famine larvée dans l'Ü-Tsang en 1954
Selon le Gouvernement tibétain en exil, « en 1954, 222 000 membres de l'Armée populaire de libération étaient stationnés au Tibet et une situation de famine larvée apparut alors que le système d'agriculture de subsistance du pays était mis à contribution au-delà de ses possibilités,, ».

#### Régime de famine pour l'APL à Lhassa (1951-1952) (Melvyn C. Goldstein)
Dans son livre The Snow Lion and the Dragon, l'historien américain Melvyn C. Goldstein rapporte, pour cette même période, que la faction ultranationaliste et conservatrice de l'élite tibétaine opposée au retour des Chinois, rendit difficile le séjour de ces derniers à Lhassa, en particulier en créant des pénuries alimentaires afin de faire pression sur eux et les amener à retirer l'essentiel de leurs troupes et de leurs cadres, selon une stratégie déjà éprouvée au XVIIIe siècle avec les garnisons de la dynastie Qing,.
Selon cet auteur, en novembre 1951, les effectifs de l’Armée populaire de libération à Lhassa et au Tibet central atteignirent les 8000 hommes. Pour les nourrir, il fallait 5,7 millions de jin (1 jin = 2,2 livres) de céréales par an, auxquels s’ajoutait 1,3 million de jin de fourrage par an pour 1200 chevaux et mules. Il fallait également de la viande, du beurre, du thé, du bois de chauffage et des légumes, et cela tout de suite car l’armée était arrivée sans guère de réserves, comptant sur l'exécution par le gouvernement tibétain des points 2 et 16 de l'Accord sur les mesures pour la libération pacifique du Tibet.
Le Tibet n’ayant pas de réseau routier et les clauses de l’accord en 17 points interdisant toute réquisition à l’armée populaire, celle-ci se lança dans la construction de deux routes, l’une méridionale depuis Chamdo, l’autre septentrionale depuis le Qinghai. Il fut également décidé d’affecter une partie des troupes à la culture de nouvelles parcelles. Mais, en attendant, il fallut acheter sur place, en dayan d’argent, nourriture et combustible.
Le point 16 de l’accord prévoyait que « le gouvernement local du Tibet aiderait l’Armée populaire de libération à acheter et transporter nourriture, fourrages et autres nécessités quotidiennes ». Au départ, le cabinet tibétain livra des grains au compte-goutte, prétextant que la production locale ne pouvait alimenter une armée aussi nombreuse (alors qu’on aurait pu approvisionner sans trop de mal la garnison chinoise pendant les deux ou trois premières années en demandant aux riches propriétaires nobles et monastiques de vendre leurs stocks de céréales et en faisant appel aux 2,8 millions de jin présents dans les greniers gouvernementaux).
Les ministres suggérèrent qu’une partie des 8000 hommes soit cantonnée dans d’autres villes que Lhassa, en fonction de quoi une année d’approvisionnement serait assurée à la troupe restée sur place, ce qui fut fait début novembre 1951. L’armée populaire décida de son côté de réduire de moitié les rations alimentaires si bien que certains soldats, tenaillés par la faim, en furent réduits à manger des racines.
La situation se débloqua grâce à la création, à l’initiative de Ngabo Ngawang Jigme, d’un sous-comité du Kashag chargé de faire l’inventaire des réserves de grains et de vendre celles-ci à l’APL. Mais entre-temps, la mauvaise volonté du cabinet tibétain avait causé non seulement une famine larvée pour la troupe chinoise mais aussi une inflation du prix des aliments à Lhassa, source de mécontentement pour la population.
D’autres mesures furent prises par les Chinois. En 1952, ils firent venir des milliers de tonnes de riz du Guangdong en les faisant transiter par l’Inde et le Sikkim via la route muletière entre Kalimpong et Lhassa. Ils firent venir également des denrées à dos d’animal depuis le Sichuan et le Qinghai.

#### La famine de 1960-1962
Selon des témoignages de Tibétains, dont certains sont maintenant en exil, et d'observateurs occidentaux, le Tibet, sous son acception d'aire géographique et culturelle tibétaine, a connu une famine entre 1960 et 1962, à la suite du « Grand Bond en avant » voulu par Mao Zedong. Selon le gouvernement tibétain en exil, la mortalité due à la famine a touché l'ensemble des régions tibétaines (Ü-Tsang, Kham et Amdo).
En 1962, dans un rapport connu sous le nom de Pétition en 70 000 caractères et dénommé initialement Rapport sur les souffrances du Tibet et des régions tibétaines et propositions pour le travail futur du Comité central sous la direction du président ministre Zhou Enlai, le 10e panchen-lama, de retour d'une mission d'enquête dans le Qinghai dénonce la famine qui y sévit à la suite du Grand bond en avant.
Des témoignages d'anciens prisonniers tibétains attestent d'une mortalité liée à la pénurie de nourriture et à la famine dans les prisons de la région de Lhassa au début des années 1960.
Selon Ngabo Ngawang Jigme, un des signataires de l'Accord en 17 points et un ancien responsable tibétain de la région autonome du Tibet maintenant décédé, s'il y a eu des morts de la famine dans la province du Qinghai, en revanche aucune personne n'est morte de faim dans la région autonome proprement dite. Mais l’historien Tsering Shakya et le propre fils de Ngabo Ngawang Jigme, affirment que c'est un mensonge.
Des travaux universitaires (Yan Hao, 2000, Barry Sautman, 2005) soulignent l'improbabilité d'une telle famine dans l'Ü-Tsang, c'est-à-dire les parties centrale, centre-ouest et nord-ouest de la région autonome du Tibet créée en 1965.

#### Famine sous la révolution culturelle
Selon le journaliste Pierre-Antoine Donnet, la famine refit son apparition lors de la révolution culturelle au Tibet.
Au Tibet central, en 1970, il y avait plus de 1000 communes populaires, chacune collectivisant 100 à 200 familles. En décembre 1995, il y en avait environ 2000 dans près de tous les comtés du Tibet central (U-Tsang). Dans ces communes populaires, les cadres chinois imposèrent la culture du blé et des récoltes annuelles, alors que les Tibétains cultivaient traditionnellement l'orge, plus adapté aux fragiles sols du plateau du Tibet, et alternant une année de récolte et une année de friche pour permettre aux sols de se reconstituer. Il en résulta un épuisement des sols, de maigres récoltes, diminuant considérablement la production céréalière, vidant le grenier à grains que constituait le Tibet avant 1950, et entraînant de nouvelles famines sévères dans certaines régions du Tibet. Cette situation fut aggravée par les préparatifs de guerre engagés à la fin des années 1960 par Mao. L'armée chinoise était prioritaire pour la distribution de céréales, même au Tibet, où plusieurs centaines de milliers de soldats étaient stationnés le long des frontières avec l'Inde. De plus, le gouvernement chinois envoya des dizaines de milliers de colons chinois au Tibet durant la révolution culturelle, et au Tibet central, l'immigration massive a véritablement commencé à partir de 1975.
Selon le Congrès de la jeunesse tibétaine, vers la fin de la révolution culturelle (1966-1976), des dizaines de milliers de Tibétains seraient morts de faim dans l'Ü-Tsang en raison de la surculture des terres semées en blé.
Selon le témoignage de Gyeten Namgyal, un tailleur de Lhassa, durant la révolution culturelle, ceux qui n’avaient pas de travail mouraient tout simplement de faim.

#### Menaces de famine à Yushu et Gulu (Qinghai) et dans le Sichuan en 1996 et 1998
En 1996, à la suite de l’une des pires tempêtes de neige, des dizaines de milliers de  personnes, principalement des nomades, de la préfecture de Yushu (province du Qinghai), se trouvèrent bloquées par la neige et menacées de famine, 80 % de leurs animaux ayant péri. Elles furent secourues par l'armée et des équipes médicales chinoises et par l'ONG Médecins sans frontières. Le Dalaï Lama lança un appel à la communauté internationale et fit un don personnel,,.
Deux ans plus tard, début 1998, la région fut victime des mêmes tempêtes de neige et 100 000 nomades tibétains furent à nouveau menacés de famine dans les préfectures de Yushu et de Gulu, ce qui amena Norbert Terrettaz, de Médecins sans frontières, à faire le constat suivant :
« En raison du manque de médicaments, de couvertures et de combustibles, ces gens, déjà victimes de la famine, souffrent de maladies des yeux, de gelures, de dysenterie ».

#### Malnutrition des enfants de nomades et d'agriculteurs au milieu des années 1990
Une étude médicale effectuée d'août 1994 à décembre 1995 et publiée en 2001 a constaté que la malnutrition affectait à l'époque plus de la moitié des enfants de nomades, d'agriculteurs et des zones urbaines et périurbaine vivant à de hautes altitudes dans la région autonome du Tibet. Cette malnutrition entraînaît un risque d'augmentation du taux de mortalité, qui était de 13,2 % parmi les enfants des mères interrogées.

## Évocations dans les prières et l'hagiographie
La crainte de la famine est présente dans divers aspects de la culture populaire.

### Prières
Ce grand lama qu'était Thang-stong rGyalpo « est censé avoir évité une famine dans la région du Minyag [à l'extrémité orientale du Kham] en récitant une litanie aux pouvoirs efficaces ».
Dans les régions à population tibétaine bDe-chen, à la frontière du Tibet et du Yunnan, certaines montagnes font l'objet d'un culte de la part des paysans qui habitent près d'elles. Ils consacrent à ces montagnes saintes une niche à offrandes dans leur maison, ils leur adressent des prières qui manifestent leur souhait, entre autres, d'être à l'abri des maladies et de la famine.
La protection contre la famine (mais aussi les éléments, la maladie et la guerre) peut être sollicitée par le voyageur en accrochant des drapeaux à prières au flanc des montagnes et dans les cols. Une prière classique : « Puisse la pluie tomber au bon moment, puissent les récoltes et le bétail être abondants. Puissions-nous être libérés de la maladie, la famine et la guerre. Puissent tous les êtres connaître la santé et le bonheur ».

### Hagiographie
Une page consacrée au 14e dalaï-lama sur le site dalai-lama-dharma-dharamsala-miniguide.com on peut lire que « pendant les trois années précédant sa naissance (le 6 juillet 1935), le Tibet subissait la "Grande famine" » mais que « dès sa naissance une nouvelle aube se leva ... il y eut de la pluie et de la prospérité dans tout le Tibet ! ».
Dans son autobiographie Lord of the Dance, Chagdud Tulku, un éminent maître de l'école bouddhiste nyingma, né dans la province du Kham en 1930, relate le récit qu'on lui fit, dans sa jeunesse, de l'intervention de Phabongkha Rinpoché (1878-1941), un grand lama gélougpa, venu du Tibet central réformer les monastères nyingmas près de la ville de Chamdo. Une sécheresse et une famine auraient frappé la région à la suite de la destruction de textes et de statues.

## Perception du Tibet comme d'un pays sans famine
La peinture d'un pays ne connaissant ni la famine ni la faim revient dans l'argumentaire officiel du gouvernement tibétain en exil. Ainsi, dans la réponse de ce gouvernement à un livre blanc du gouvernement chinois publié en 2001, il est indiqué que « selon des voyageurs étrangers tels que Charles Bell, Hugh Richardson, et Heinrich Harrer (donc dans la première moitié du XXe siècle), le niveau de vie des Tibétains était impressionnant comparé à celui d'autres pays asiatiques. La famine et la faim étaient inconnues dans l'ancien Tibet avant l'invasion chinoise, même s'il y avait pu avoir des années de mauvaises récoltes où il était possible d'emprunter dans les réserves de l'État, des monastères, des aristocrates, et des fermiers riches ».
Cette caractérisation ne se limite pas à la seule littérature émigrée officielle, elle se retrouve sous la plume de sympathisants.
Ainsi, sur le site « Tibetan Culture Preservation in Canada », on peut lire que l'ancien Tibet, où la pêche, la chasse et la consommation des œufs étaient pourtant interdites, n'avait jamais connu la famine de toute son histoire. Cette affirmation est reprise presque mot pour mot dans un rapport soumis en 1998 au Nations unies par l'association de soutien politique au gouvernement tibétain en exil Tibet Justice Center. Elle est présente, en 2008, dans la déclaration remise par la Société pour les peuples menacés au Comité des droits de l'homme des Nations unies lors de sa 8e séance.